# Dr. Oetker

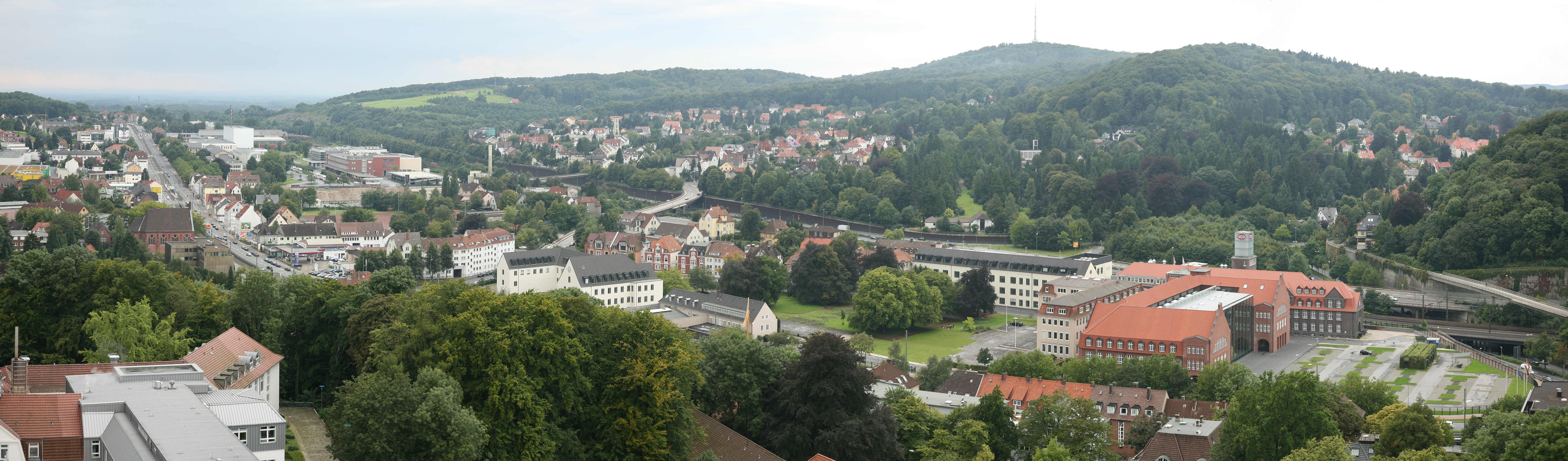
Vista de la fábrica de Dr. Oetker en Bielefeld, Alemania.

Dr. August Oetker KG  es un conglomerado de empresas de Europa. Con sede en Alemania y más de cien años de existencia, el grupo está diversificado en seis áreas de negocio que abarca más de 400 empresas a nivel mundial, empleando a 24 500 personas. Es mayoritariamente conocido por la empresa del rubro de la  alimentación Dr Oetker, que produce levadura, preparados para tartas, pizza congelada y puding entre otros. Las seis divisiones de la compañía son: alimentación, cerveza y bebidas no alcohólicas, vinos y espirituosos, marítima, banca y otros Intereses (que incluye compañías químicas, editoriales y cuatro hoteles de lujo, entre otros negocios).

## Historia

### Surgimiento
La compañía la fundó el Dr. August Oetker en 1891. El primer producto que desarrolló fue "Backin", en su farmacia de Bielefeld, Alemania, una cantidad fija de levadura para mezclar con 500 g de harina y otro ingredientes para cocinar un pastel.

### Segunda Guerra Mundial
La compañía participa en el fondo de compensación por trabajos forzosos, una organización de empresas alemanas que han asumido responsabilidad sobre esta práctica de explotación durante la Segunda Guerra Mundial. Oetker abrió sus archivos en 2007 tras la muerte del patriarca, Rudolf August Oetker. El historiador Deren Erkenntnisse reveló que Rudolf A. había pertenecido a las Waffen-SS y colaborado activamente con el régimen nazi.[cita requerida]

## Grupo cervecero
Los negocios del grupo Oetker en cerveza comienzan en 1952 cuando Rudolf August Oetker compra Binding Brauerei AG de Frankfurt. La cervecería Binding constituye actualmente el núcleo de Radeberger Gruppe KG. A lo largo de los años el negocio fue creciendo mediante la adquisición de diversas cervecerías regionales, hasta llegar a las catorce actuales.
Radeberger Group agrupa a las cerveceras de Oetker group.
Clausthaler es una cerveza sin alcohol pale lager de la cervecera Binding, del Grupo Oetker, situada en Fráncfort, Alemania. Binding también produce otras cervezas sin alcohol de la marca Clausthaler, incluyendo una Hefeweizen, y una Golden Amber. Entre otras marcas de cerveza, destacan Schöfferhofer Hefeweizen, Binding Lager y las cervezas de la Henninger Brewery, lo que era una cervecera independiente de Fráncfort. Radeberger Group adquiere Dortmunder Actien Brauerei (DAB), el grupo de la cerveza Radeberger.
En 2009 facturó 1.586 millones de euros, un 20% del total del negocio del grupo. Lidera el mercado alemán de cerveza con una cuota de mercado del 15% entre todas sus marcas. Opera catorce cervecerías a lo largo del país, y una fuente de agua mineral en Selters an der Lahn. Su portfolio de marcas incluye las opciones regionales Radeberger, Jever, Dortmunder Kronen Export, Sion Kölsch, Schlösser Alt, Berliner Pilsner de la capital germana, Ur-Krostitzer (Leipzig), Hessen's Römer Pils, Tucher (Franken), Stuttgarter Hofbräu y Altenmünster Brauer Bier (Allgäu)

## Transporte marítimo
La división de transporte marítimo incluye las compañías Hamburg Süd, con sede en Hamburg, Alemania, y Aliança, de São Paulo, Brasil. Los 3.193 millones de euros que facturó esta división en 2009 representa un 40% del total del grupo Oetker, siendo por lo tanto su negocio más importante en este aspecto. Hamburg Süd pasó a manos de Oetker en 1955. Es una de las empresas más importantes en el sector del transporte marítimo en Alemania y está entre las veinte compañías navieras más grandes del mundo. Posee una flota de 177 barcos, de los cuales 30 son de su propiedad, y emplea a 4.200 personas en todo el mundo.

## Banca
Bankhaus Lampe KG es un banco privado alemán que presta servicios a pequeñas y medianas empresas, a particulares de altos ingresos, y a inversores institucionales. Fundado por Hermann Lampe en 1852 como banco y compañía de transporte en Minden, fue adquirido por Rudolf August Oetker en 1949. En 1951 mudó su sede central a Bielefeld, donde se encuentra actualmente.

## Vino espumoso, vino y bebidas espirituosas
Henkell & Co. Sektkellerei es la empresa líder en la división de vinos espumosos, vinos y licores. Las marcas de vinos espumosos Henkell Trocken, Fürst von Metternich, Deinhard y las marcas de bebidas espirituosas Wodka Gorbatschow, Kuemmerling y Pott Rum son sólo algunas de las marcas de esta división, que tiene unas ventas de unos 520 millones de euros (2017).

## Otros intereses
Dentro de la división de "Otros Intereses", se agrupan las empresas Atlantic Forfaiting Company Ltd., Chemische Fabrik Budenheim KG (productos químicos, con sede en Budenheim), Dr. Oetker Verlag KG (editorial con sede en Bielefeld), y los siguientes hoteles de lujo:
- Brenner's Park-Hotel & Spa, en Baden-Baden, Alemania.
- Hotel Le Bristol, situado en la prominente Rue du Faubourg Saint-Honoré de París, Francia.
- Château Saint-Martin & Spa, en Vence, Francia.
- Hotel du Cap-Eden-Roc, en Cap d'Antibes, Riviera francesa.

La división "Otros Intereses" representa un 5% de Oetker-Gruppe en términos de facturación. En 2009, esta división facturó 410 millones de euros.